# منوچهر جمالی
منوچهر جمالی (زاده ۱۳۰۷ - فوت ۱۶ خرداد ۱۳۹۱، اسپانیا) فیزیکدان، فیلسوف، شاعر، تاریخدان و پژوهشگر ایرانی ساکن ایالات متحده آمریکا بود. او به دلیل گفتارها و پژوهش هایش در زمینه شناساندن صحیح تاریخ و فرهنگ ایران شناخته می‌شود.
از منوچهر جمالی به عنوان بهترین فرد برای تجزیه و تحلیل آثاری همچون شاهنامه فردوسی و اساطیر ایران باستان یاد می‌شود. او از منتقدین دین اسلام بود و آثار بسیاری در این راستا خلق کرد.

## زندگی
وی در شهرستان آران و بیدگل در نزدیکی کاشان زاده شد و در سال ۱۳۱۳ خورشیدی، در حالی که ۶ ساله بود، به همراه خانواده از کاشان به تهران رفت.
در تهران، نخست در دبیرستان جمشیدِ جم، سپس در دبیرستان فیروز بهرام و پس از آن در دبیرستان البرز درس خواند. او سپس روانه دانشگاه علوم شد و به تحصیل در رشته فیزیک مشغول شد. از جمله استادان او در دانشگاه علوم، می‌توان به محمود حسابی "پدر علم فیزیک ایران" اشاره کرد. وی پس از پایان تحصیلات در رشته فیزیک، برای گذراندن دوره کارشناسی، در سال ۱۹۵۴ میلادی وارد آلمان شد و به دانشگاه فرانکفورت رفت. او در آغاز، دکترای خود را در رشته فیزیک نگره به پایان رساند و سپس به دانشکده فلسفه فرانکفورت، برای آموختن فلسفه رفت. از استادان او در فلسفه، می‌توان به دو فیلسوف نامی و معاصر تئودور آدورنو و ماکس هورکهایمر اشاره کرد که از بنیان‌گذاران مکتب فرانکفورت بودند.
او از پیش از انقلاب، در خارج از ایران بود و پس از آن به آمریکا رفت و به زندگی فعالیت های خود ادامه داد.
جمالی تا پیش از انقلاب سال ۱۳۵۷، حدود سی جلد کتاب در ایران و آلمان، منتشر کرده بود که تعدادی از آنها حتی ثبت کتابخانه ملی ایران می‌باشند. پیکر منوچهر جمالی، عصرِ روز شنبه نهم ژوئیه سال ۲۰۱۲ میلادی/برابر با ۲۰ خرداد ۱۳۹۱ شمسی، در قبرستان "الحورین" در مالاگای اسپانیا به خاک سپرده شد.

## جایگاه
از منوچهر جمالی به عنوان بهترین فرد برای تجزیه و تحلیل آثاری همچون شاهنامه فردوسی و اساطیر ایران باستان یاد می‌شود. تارنمای «بورگوینکل» آثار، تحول اندیشه ها و ایده‌های فلسفی او را بررسی کرده‌است.
وی خالق فلسفه «فرهنگ سیمرغی» است.

## نگرش‌ها
او از منتقدان ادیان به ویژه اسلام بود. جمالی به روحیه ستیزه‌گری دین های اسلام، زرتشتی، یهودی و مسیحی باور داشت و بر این مبنا می‌گفت که «اسلام، زرتشتی‌گری، یهودی‌گری و مسیحی‌گری و یا هرگونه دین و ایدئولوژی، باید در ایران در بستر «فرهنگ گشوده سیمرغی» قرار گیرند تا «اصل قداست زندگی، به کردار برترین اصل» بتواند دست این دین‌ها و هر ایدئولوژی دیگری را در ستیزه‌گری ببندد. او درباره ارزش زندگی معتقد بود:
| « | زندگی مقدس است؛ زندگی به ما حق می‌دهد که از اسلام و قرآن و محمد انتقاد کنیم. زندگی به ما حق می‌دهد که از هر مرجعیتی انتقاد کنیم. با قبول قِداست زندگیست که ما این حقوق را پیدا می‌کنیم؛ نفی قداست زندگی، نفی این حقوق انسانی‌است؛ زندگی، مقدس است. خدا هم حق ندارد حکم قتل و اعدام بدهد... | » |

## آثار و نوشتارها
پروفسور منوچهر جمالی در طول ۶‌ دهه فعالیت های خود، بیش از صد‌ کتاب در ایران و جهان منتشر کرد. شماری از آثار برجسته وی عبارتند از: 

## اشعار
منوچهر جمالی شاعر نیز بود و ده‌ها شعر به سبک نو سروده بود. اشعار او در تارنمای خودش قابل خوانش هستند.
شعری از منوچهر جمالی در گفتاورد وی موجود است.